# Acrocladium auriculatum
Acrocladium auriculatum är en bladmossart som beskrevs av Mitten 1869. Acrocladium auriculatum ingår i släktet Acrocladium och familjen Amblystegiaceae. Inga underarter finns listade i Catalogue of Life.